# Canal de Kazinga
Le canal de Kazinga en Ouganda est une large voie d'eau naturelle longue de 32 kilomètres qui relie le lac Édouard et le lac George, et qui fait partie du parc national Queen Elizabeth. Le canal abrite de nombreuses espèces animales (mammifères, oiseaux), dont une des plus grandes concentrations d'hippopotames et de nombreux crocodiles du Nil. 

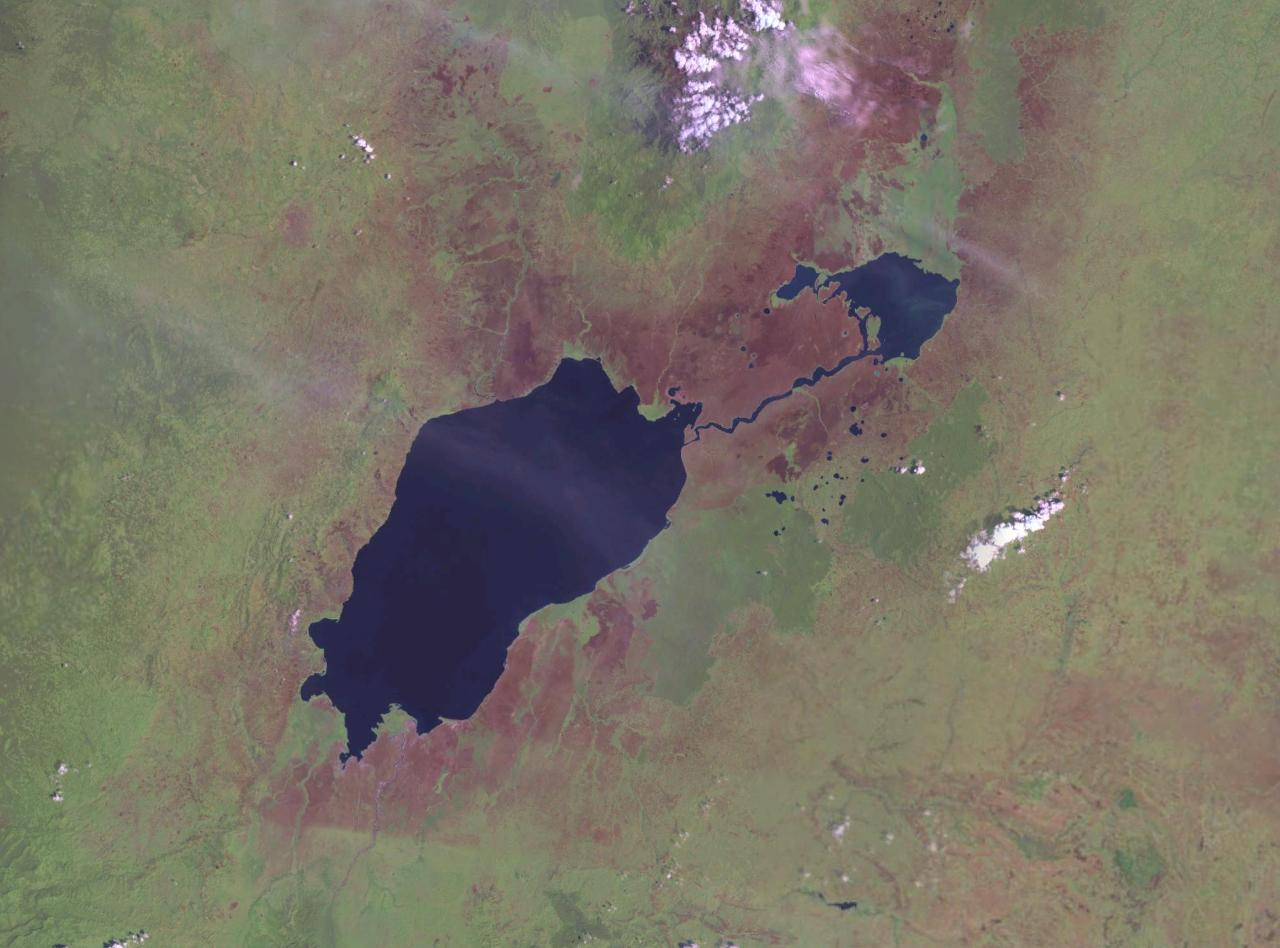
Le lac Édouard (le plus grand) et le lac George (le plus petit) reliés par le canal de Kazinga

## Écologie

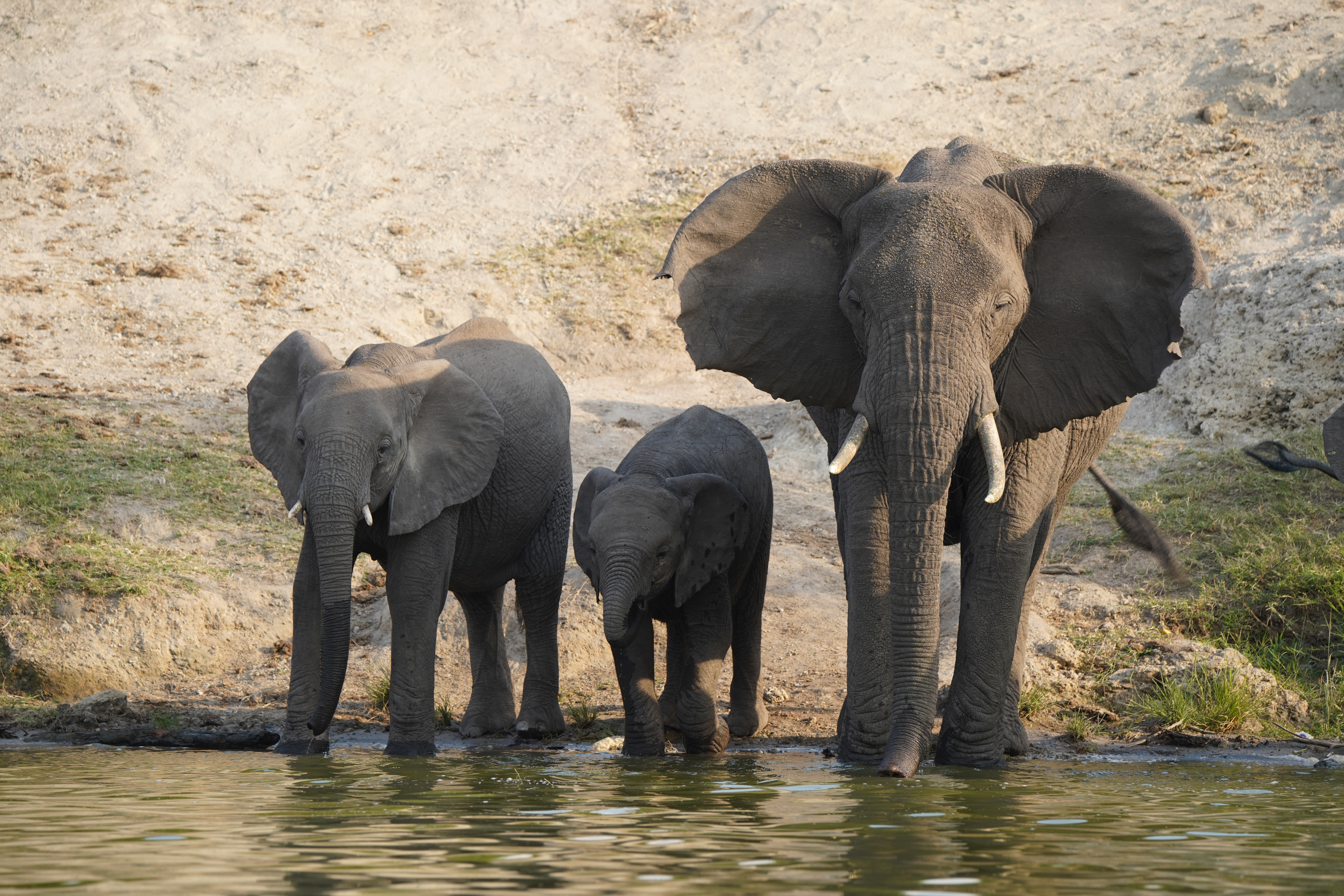
Éléphants près du canal de Kazinga. Janvier 2022.

En 2005, de nombreux hippopotames du canal furent tués par une épidémie de maladie du charbon, qui survint à l'occasion d'une saison particulièrement sèche où les animaux durent se nourrir de végétaux abritant des spores de bactérie en sommeil depuis des années. 